# I. Pandulf, Benevento hercege
I. (Vasfejű) Pandulf (? - 981 márciusa) Benevento és Capua hercege volt 943 - 981 között. 967-től Spoleto hercegének címét, 977-től pedig a Salerno hercege címet is birtokolta.

## Élete, uralkodása

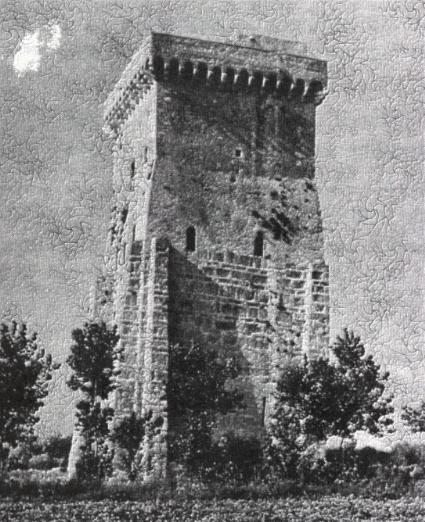
Pandulf tornya a Garigliano partján.

Apja II. Landulf beneventói herceg volt, anyját Yvantiának hívták. Mikor nagyapja, I. Landulf 943-ban elhunyt, II. Landulf megtette fiát társuralkodónak maga mellé. 955-ben XII. János pápa seregével megkísérelte a Beneventói Hercegség megsemmisítését, de I. Gisulf salernói herceg a szorongatott beneventói uralkodók segítségére sietett, megakadályozva a pápát terve végrehajtásában.
961-ben II. Landulf meghalt és két fia Pandulf és III. Landulf lettek a hercegség egyedüli uralkodói, míg Pandulf a tulajdonképpeni Beneventót uralta, Capua Landulf fennhatósága alá tartozott. 965 Rómában kitört egy felkelés, melynek eredményeként XIII. János pápát letaszították a trónról és bebörtönözték. A pápa azonban megszökött és Pandulfhoz menekült, aki pártfogásába vette. Cserébe XIII. János a capuai püspökséget érseki rangra emelte, Pandulf egyik testvérét, Jánost nevezve ki érsekké. Egy év múlva egy újabb felkelés lehetőséget teremtett a pápa számára a visszatérésre, aki Pandulf seregének segítségével foglalta vissza trónját.
967-ben a pápa tanácsára I. Ottó német-római császár Pandulfot tette meg Spoleto hercegévé és egyben segítséget kért tőle és testvérétől a Bizánci Birodalom ellen vívott háborújához. A hercegek részt vettek a 968-ban zajló császári hadjáratban, de Landulf megbetegedett és meghalt, melynek hírére Pandulf hazatért és legidősebb fiát IV. Landulf néven társhercegévé koronáztatta (mellőzve Landulf fiait), majd mindketten visszatértek a császári táborba. Pandulfot 969-ben Bari ostroma alatt a bizánciak fogságba ejtették és csak a Német-Római Császársággal megkötött békeszerződés után engedték szabadon. Hazatérte után Pandulf Gisulf salernói herceg halála után, 977-ben örökölte Salerno hercegségét is, ezzel Dél- és Közép-Itália nagy részét uralma alá hajtotta.
Mikor Pandulf 981-ben elhunyt, fiai felosztották egymás között országait. IV. Landulf birtokában megmaradt Benevento és Capua, míg II. Pandulf a salernói hercegi címet kapta meg. Spoleto hercegévé I. Ottó császár saját jelöltjét, IV. Thrasimundot tette meg.